# Recologne-lès-Rioz
Recologne-lès-Rioz é uma comuna francesa na região administrativa de Borgonha-Franco-Condado, no departamento de Alto Sona. Estende-se por uma área de 10,18 km². Em 2010 a comuna tinha 252 habitantes (densidade: 24,8 hab./km²).